# 克里斯·奧唐納
克里斯·歐唐納（英語：Chris O'Donnell，1970年6月26日—）是一位美國演員。出生在伊利諾伊州的Winnetka。在1989年首次正式出演電影，并在1992年憑借《闻香识女人》一片而獲得了金球獎的最佳男配角提名。

## 演出作品
- 1990 - 《男人止步》（Men Don't Leave）
- 1992 - 《女人香》（Scent of a Woman）
- 1992 - 《校園糾紛》（School Ties）
- 1993 - 《豪情三劍客》（The  Three Musketeers）
- 1994 - 《藍天》（Blue Sky）
- 1995 - 《緣來是你》（Circle of Friends）
- 1995 - 《蝙蝠俠3－不敗之謎》（Batman Forever）
- 1996 - 《終極審判》（The Chamber）
- 1996 - 《永遠愛你》（In Love and War）
- 1997 - 《蝙蝠俠4 - 急凍人》（Batman & Robin）
- 1999 - 《億萬未婚夫》（The Bachelor）
- 1999 - 《藏錯屍體殺錯人》（Cookie's Fortune）
- 2000 - 《巔峰極限》（Vertical Limit）
- 2004 - 《引人入性》（Kinsey）
- 2008 - 《美國女孩的秘密》（Kit Kittredge: An American Girl）
- 2008 - 《魔間煞星》（Max Payne）
- 2009 - 2023 - 《重返犯罪現場LA 》（NCIS: Los Angeles）
- 2010 - 《貓狗大戰：珍珠貓大反撲》 （'Cats & Dogs: The Revenge of Kitty Galore）
- 2014 - 《世紀病毒-伊波拉》（Ebola-The Search for a Cure）

## 外部連結
- 克里斯·奧唐納在互联网电影资料库（IMDb）上的資料（英文）